# Saison 8 d'Engrenages
Chronologie
Saison 7
Cet article présente le guide des épisodes de la huitième saison de la série télévisée française Engrenages.
La huitième saison, dont le tournage a commencé en mai 2019 est composée de dix épisodes. Le rappeur Kool Shen fait partie des artistes invités.
La saison a été écrite sous la direction de Marine Francou.

## Résumé de la saison 8
Le deuxième DPJ enquête sur un migrant adolescent retrouvé mort dans une laverie du dix-huitième arrondissement. Berthaud et Ali, aux méthodes différentes, doivent apprendre à former un groupe sans Gilles Escoffier, incarcéré. Dans l'espoir de redevenir policier, celui-ci accepte de collaborer avec la brigade criminelle pour infiltrer un gang de braqueurs

## Personnages principaux
- Caroline Proust : commandant Laure Berthaud
- Thierry Godard : commandant Gilles « Gilou » Escoffier
- Tewfik Jallab : Ali Amrani
- Audrey Fleurot : maître Joséphine Karlsson

## Personnages réguliers
- Bruno Debrandt : commissaire Vincent Brémont
- Valentin Merlet : commissaire Arnaud Beckriche
- Louis-Do de Lencquesaing : maître Éric Edelman
- Clara Bonnet : la juge Lucie Bourdieu
- Kool Shen : Cisco

## Personnages récurrents
- Isabel Aimé Gonzalez Sola : Lola
- Salim Kechiouche : Bilal
- Pierre Cévaër : Titi, fils de Cisco
- Ayoub Barboucha : Souleymane
- Marvin Gob : L'Alsacien
- Aurélien Wiik : Mario "Janco" Jancovic

## Épisode 1
- Titre original : Épisode 1
- Numéros : 801
- Scénariste(s) :
- Réalisateur(s) : Jean-Philippe Amar
- Diffusion(s) : 
  -  France : 7 septembre 2020 sur Canal+
- Résumé : Gilou attend son jugement en prison, tandis que le groupe de Laure, secondée par Ali Amrani, est placardisé. Pour redorer leur blason, ils se battent pour obtenir une affaire : l'homicide à Barbès d'un mineur isolé marocain. Au parloir, Brémont demande à Gilou des informations sur un codétenu, Ange Cisco...

## Épisode 2
- Titre original : Épisode 2
- Numéros : 802
- Scénariste(s) :
- Réalisateur(s) : Jean-Philippe Amar
- Diffusion(s) : 
  -  France : 7 septembre 2020 sur Canal+
- Résumé : Laure et Ali suspectent Souleymane, un jeune migrant proche de la victime. Joséphine décide de le défendre. Le dossier est instruit par la juge Bourdieu, également chargée de l'affaire Gilou. Beckriche va devoir gérer les relations avec elle. En prison, Gilou se rapproche de Cisco...

## Épisode 3
- Titre original : Épisode 3
- Numéros : 803
- Scénariste(s) :
- Réalisateur(s) : Jean-Philippe Amar
- Diffusion(s) : 
  -  France : septembre 2020 sur Canal+
- Résumé :

## Épisode 4
- Titre original : Épisode 4
- Numéros : 804
- Scénariste(s) :
- Réalisateur(s) : Jean-Philippe Amar
- Diffusion(s) : 
  -  France : septembre 2020 sur Canal+
- Résumé :

## Épisode 5
- Titre original : Épisode 5
- Numéros : 805
- Scénariste(s) :
- Réalisateur(s) : Nicolas Guicheteau
- Diffusion(s) : 
  -  France : septembre 2020 sur Canal+
- Résumé :

## Épisode 6
- Titre original : Épisode 6
- Numéros : 806
- Scénariste(s) :
- Réalisateur(s) : Nicolas Guicheteau
- Diffusion(s) : 
  -  France : septembre 2020 sur Canal+
- Résumé :

## Épisode 7
- Titre original : Épisode 7
- Numéros : 807
- Scénariste(s) :
- Réalisateur(s) :
- Diffusion(s) : 
  -  France : septembre 2020 sur Canal+
- Résumé :

## Épisode 8
- Titre original : Épisode 8
- Numéros : 808
- Scénariste(s) :
- Réalisateur(s) :
- Diffusion(s) : 
  -  France : septembre 2020 sur Canal+
- Résumé :

## Épisode 9
- Titre original : Épisode 9
- Numéros : 809
- Scénariste(s) :
- Réalisateur(s) :
- Diffusion(s) : 
  -  France : septembre 2020 sur Canal+
- Résumé :

## Épisode 10
- Titre original : Épisode 10
- Numéros : 810
- Scénariste(s) :
- Réalisateur(s) :
- Diffusion(s) : 
  -  France : septembre 2020 sur Canal+
- Résumé :